# James while John had had had had had had had had had had had a better effect on the teacher
James while John had had had had had had had had had had had a better effect on the teacher – zdanie w języku angielskim demonstrujące wieloznaczność wypowiedzi i konieczność stosowania interpunkcji jako wyznacznika intonacji, akcentu i przerw stosowanych w mowie ludzkiej. W badaniach dotyczących przetwarzania ludzkich informacji zdanie to jest przykładem pokazującym, jak czytelnik polega na interpunkcji nadającej zdaniom właściwy sens, zwłaszcza w pobieżnym przeglądaniu tekstu.

## Znaczenie
Zdanie używane jest jako puzzle gramatyczne lub zadanie testowe, polegające na takim uzupełnieniu w przecinki, średniki i cudzysłowy, by stwierdzenie było łatwiejsze do zrozumienia:

James, while John had had "had", had had "had had"; "had had" had had a better effect on the teacher.

Jest to opis sytuacji, jaka ma miejsce w klasie podczas nauki języka angielskiego. Dotyczy ona porównania użytych czasów gramatycznych przez dwóch uczniów:

Podczas gdy John zdecydował się na "had", James wybrał "had had"; "had had" wywarło na nauczycielu większe wrażenie.